# بوبكر تراوري (لاعب كرة قدم)
بوبكر تراوري هو لاعب كرة قدم مالي، ولد في 14 ديسمبر 1999 في سان في مالي.

## وصلات خارجية
- بوبكر تراوري (لاعب كرة قدم) على موقع اتحاد المجر (الهنغارية)
- بوبكر تراوري (لاعب كرة قدم) على موقع قاعدة بيانات كرة القدم.إي يو (الإنجليزية)
- بوبكر تراوري (لاعب كرة قدم) على موقع Soccerway.com (الإنجليزية)